# Mees Hendrikx
Mees Hendrikx (5 augustus 2000) is een Nederlands veldrijder.
Bij de beloften won hij de wereldbeker in 2021-2022 en de wedstrijd in Tábor. Op de Nederlandse kampioenschappen veldrijden 2022 behaalde hij de derde plaats bij de elite renners, waarmee hij ook Nederlands kampioen bij de beloften werd.

## Palmares

### Veldrijden
Elite
| Seizoen   | Aantal zeges    | Regenboogtrui | Europese kampioenentrui | Nederlandse kampioenstrui | WB  | SP  | X²O | UCI |
| --------- | --------------- | ------------- | ----------------------- | ------------------------- | --- | --- | --- | --- |
| 2023–2024 | 0               | 20e           | -                       | 5e                        | -   | -   | -   | -   |
| 2022–2023 | 0               | 20e           | 9e                      | 6e                        | 23e | 23e | 32e | 37e |
| 2021–2022 | 0               | -             | -                       | ↑                         | -   | 24e | -   | 22e |
| Totaal    | 0 overwinningen | 0             | 0                       | 0                         | 0   | 0   | 0   | 0   |

Beloften
| Seizoen   | Aantal zeges     | Regenboogtrui | Europese kampioenentrui | Nederlandse kampioenstrui | WB   | SP  | X²O  |
| --------- | ---------------- | ------------- | ----------------------- | ------------------------- | ---- | --- | ---- |
| 2021–2022 | 2 (NK, WB Tábor) | 4e            | 20e                     | ↑                         | ↑    | NVT | 6e   |
| 2020–2021 |                  | 6e            | 7e                      | Afg.                      | Afg. | NVT | Afg. |
| 2019–2020 |                  | ↑             | -                       | ↑                         | 22e  | 24e | 25e  |
| 2018–2019 |                  | 25e           | 11e                     | 6e                        | 21e  | 22e | 37e  |
| Totaal    | 2 overwinningen  | 0             | 0                       | 1                         | 1    | 0   | 0    |

Junioren
| Seizoen   | Aantal zeges    | Regenboogtrui | Europese kampioenentrui | Nederlandse kampioenstrui | WB  | SP  |
| --------- | --------------- | ------------- | ----------------------- | ------------------------- | --- | --- |
| 2017–2018 | 1 (WB Nommay)   | 7e            | 11e                     | ↑                         | ↑   | 8e  |
| 2016–2017 |                 | 50e           | 16e                     | 6e                        | 22e | 18e |
| Totaal    | 1 overwinningen | 0             | 0                       | 0                         | 1   | 0   |

### Wegwielrennen
2022
 Nederlands Kampioenschap op de weg voor beloften

## Ploegen

### Veldrijden
- 2020 -  Creafin - Fristads[5]
- 2020/21 -  Credishop - Fristads[6]
- 2021/22 -  IKO-Crelan[7]
- 2022/23 -  Crelan-Fristads
- 2023/24 -  Crelan-Corendon

### Wegwielrennen
- 2020 -  Alpecin-Fenix (stagiair vanaf 1 augustus)
- 2021 -  Alpecin-Fenix Development Team
- 2022 -  Alpecin-Fenix Development Team
- 2023 –  Alpecin-Deceuninck Development Team
- 2024 –  Alpecin-Deceuninck Development Team

Benoist · De Bondt · del Carmen Alvarado · De Tier · Eibl · Fagerhaug · Gaze · Hansen · Jans · Janssens · Krieger · Leysen · Meisen · Merlier · Modolo · Pieterse · Richardson · Rickaert · Riesebeek · Rouiller · Sbaragli · Sweeck · Thwaites · Tullet · Vakoč · D. van der Poel · M. van der Poel · Vergaerde · Vermeersch · Vervaeke · Walsleben ·  · Cortjens (stagiair) · Hendrikx (stagiair) · Kielich (stagiair) · Petruš (stagiair) · Vandeputte (stagiair)